# Cavendishia engleriana
Cavendishia engleriana är en ljungväxtart som beskrevs av Hørold. Cavendishia engleriana ingår i släktet Cavendishia och familjen ljungväxter. Utöver nominatformen finns också underarten C. e. ecuadorensis.